# Jackie Shako Diala Anahengo
Jackie Shako Diala Anahengo, plus connue sous le nom de scène de Maman Shako, est une comédienne congolaise née le 23 août 1958 à Sankuru en République démocratique du Congo et morte le 15 juin 2021 à l’hôpital HJ dans la commune de Limete à Kinshasa,,,.
Décédée à l’âge de 62 ans, Maman Shako aura marqué l’histoire du théâtre congolais avec qu’à son compte une carrière de 48 ans sur scène.

## Enfance, éducation et débuts
Jackie Shako Diala Anahengo, est née le 23 Août 1958 à Lodja dans l’actuelle Province du Sankuru en République démocratique du Congoet a grandi en Kinshasa .
Dès son jeune âge , Jackie Shako a fait ses études primaires à l’Athénée de la Gare de Kinshasa / Gombe, puis a poursuivi son cycle d’orientation secondaire à l’Athénée de Kalina, où elle a obtenu son brevet. Elle a ensuite approfondi sa formation au Centre Féminin Antoinette Maman Mobutu, où elle a décroché un Certificat de Secrétaire de direction
Jackie Shako Diala a consacré 45 années de sa vie au théâtre populaire. Sa carrière débute en 1972 alors qu’elle n’a que 14ans en accompagnant son défunt cousin, le comédien Inga, aux répétitions du groupe Mawazo . Elle a évolué également dans le Groupe Mangobo en 1985 , le Groupe  Nzoyi et Écurie Maloba en 1986, le Groupe Sans Soucis d’Afrique en 1991. Dans cette formation Maman Shako a occupé la fonction de Conseillère 